# Hyptidendron asperrimum
Hyptidendron asperrimum, também conhecido como catinga-de-bode, é uma espécie de planta do gênero Hyptidendron e da família Lamiaceae. 

## Taxonomia
A espécie foi descrita em 1988 por Raymond Mervyn Harley. 
Os seguintes sinônimos já foram catalogados:  
- Hyptis membranacea  Benth.
- Mesosphaerum membranaceum  (Benth.) Kuntze
- Hyptis asperrima  (Spreng.) Epling

## Forma de vida
É uma espécie terrícola, arbustiva e arbórea. 

## Descrição
| Caule                                                     | Caule                   |
| --------------------------------------------------------- | ----------------------- |
| comprimento do internó em relação ao comprimento da folha | menor                   |
| tricoma                                                   | dendritico              |
| Folha                                                     |                         |
| pecíolo                                                   | maior que 1 centímetros |
| Inflorescência                                            |                         |
| agrupamento das flores                                    | laxo                    |
| inflorescência                                            | dicotômica              |
| posição                                                   | terminal                |
| Flor                                                      |                         |
| bractéola                                                 | presente                |
| comprimento do tubo do cálice em antese                   | 3 até 7 milímetros      |
| comprimento dos dente do cálice                           | até 1 milímetros        |
| Semente                                                   |                         |
| núcula                                                    | alada                   |

## Conservação
A espécie faz parte da Lista Vermelha das espécies ameaçadas do estado do Espírito Santo, no sudeste do Brasil. A lista foi publicada em 13 de junho de 2005 por intermédio do decreto estadual nº 1.499-R. 

## Distribuição
A espécie é encontrada nos estados brasileiros de Bahia, Espírito Santo, Minas Gerais, Rio de Janeiro e São Paulo. 
Em termos ecológicos, é encontrada nos  domínios fitogeográficos de Cerrado e Mata Atlântica, em regiões com vegetação de cerrado, mata ciliar, floresta estacional semidecidual e floresta ombrófila pluvial.